# Olympische Sommerspiele 2016/Teilnehmer (Monaco)
| Gelbes Symbol für Goldmedaillen mit stilisierten Olympischen Ringen | Graues Symbol für Silbermedaillen mit stilisierten Olympischen Ringen | Braundes Symbol für Bronzemedaillen mit stilisierten Olympischen Ringen |
| ------------------------------------------------------------------- | --------------------------------------------------------------------- | ----------------------------------------------------------------------- |
| —                                                                   | —                                                                     | —                                                                       |

Monaco nahm an den Olympischen Spielen 2016 in Rio de Janeiro teil. Es war die insgesamt 20. Teilnahme an Olympischen Sommerspielen.
Das Comité Olympique Monégasque nominierte drei Athleten in drei Sportarten. Yann Siccardi war der Fahnenträger bei der Eröffnungsfeier.

## Teilnehmer nach Sportarten

### Judo
| Athleten      | Wettbewerb | 1. Runde       | 1. Runde   | 2. Runde      | 2. Runde      | Viertelfinale | Viertelfinale | Halbfinale / Trostrunde | Halbfinale / Trostrunde | Finale / Platz 3 | Finale / Platz 3 | Rang |
| Athleten      | Wettbewerb | Gegner         | Ergebnis   | Gegner        | Ergebnis      | Gegner        | Ergebnis      | Gegner                  | Ergebnis                | Gegner           | Ergebnis         | Rang |
| ------------- | ---------- | -------------- | ---------- | ------------- | ------------- | ------------- | ------------- | ----------------------- | ----------------------- | ---------------- | ---------------- | ---- |
| Männer        |            |                |            |               |               |               |               |                         |                         |                  |                  |      |
| Yann Siccardi | bis 60 kg  | Naohisa Takato | 000H:101s0 | ausgeschieden | ausgeschieden | ausgeschieden | ausgeschieden | ausgeschieden           | ausgeschieden           | ausgeschieden    | ausgeschieden    | 17   |

### Leichtathletik
Laufen und Gehen 
| Athleten   | Wettbewerb | Runde 1     | Runde 1 | Halbfinale    | Halbfinale    | Finale        | Finale        | Rang |
| Athleten   | Wettbewerb | Zeit        | Rang    | Zeit          | Rang          | Zeit          | Rang          | Rang |
| ---------- | ---------- | ----------- | ------- | ------------- | ------------- | ------------- | ------------- | ---- |
| Männer     |            |             |         |               |               |               |               |      |
| Brice Etès | 800 m      | 1:50,40 min | 48      | ausgeschieden | ausgeschieden | ausgeschieden | ausgeschieden | 48   |

### Turnen

#### Gerätturnen
| Athleten       | Wettbewerb    | Boden  | Boden | Pauschenpferd | Pauschenpferd | Ringe  | Ringe | Sprung | Sprung | Barren | Barren | Reck   | Reck | Gesamt | Gesamt |
| Athleten       | Wettbewerb    | Punkte | Rang  | Punkte        | Rang          | Punkte | Rang  | Punkte | Rang   | Punkte | Rang   | Punkte | Rang | Punkte | Rang   |
| -------------- | ------------- | ------ | ----- | ------------- | ------------- | ------ | ----- | ------ | ------ | ------ | ------ | ------ | ---- | ------ | ------ |
| Männer         |               |        |       |               |               |        |       |        |        |        |        |        |      |        |        |
| Kevin Crovetto | Qualifikation | 12,858 | 66    | 11,800        | 71            | 12,866 | 70    | 13,166 | 68     | 12,700 | 67     | 12,666 | 69   | 76,056 | 49     |